# Temple Chevallier
Temple Chevallier (Badingham, 19 ottobre 1794 – 4 novembre 1873) è stato un astronomo, matematico e prete inglese.
Studiò presso il Pembroke College dell’Università di Cambridge e ordinato prete nel 1818. Divenne Fellow del Pembroke College nel 1819 e quindi Fellow e Tutor del St Catharine's College della stessa Università di Cambridge nel 1820 e Hulsean lecturer di teologia nel 1826 e nel 1827. Nel 1835 divenne professore di matematica dal 1835 al 1871 presso l’Università di Durham appena fondata ove fu anche lettore di ebraico dal 1835 al 1871, archivista dal 1835 al 1865 e professore di astronomia dal 1841 al 1871. Ebbe una parte importante nella realizzazione nel 1839 dell'Osservatorio dell’Università di Durham di cui fu direttore per trenta anni e dove effettuò osservazioni sulle Lune di Giove e regolari osservazioni meteorologiche. Dal 1835 fino alla sua morte servì come Curato nel villaggio di Esh nella contea di Durham dove fondò una scuola e ne restaurò la chiesa. Nel 1871 lasciò tutti i suoi incarichi a causa di un ictus. Tra il 1847 e il 1849 fece importanti osservazioni sulle macchie solari.
A Temple Chevallier la UAI ha intitolato il cratere lunare Chevallier.